# Pitu Comadevall
Josep Maria Comadevall Crous (Salt, Gerona, 24 de noviembre de 1983), conocido como Pitu, es un exfutbolista español, que jugaba como mediocampista. Se retiró del fútbol en 2021 en la U. E. Llagostera.

## Trayectoria
Pitu se formó en la cantera del F. C. Barcelona, llegando a jugar un partido en Primera en la temporada 2004-05, cuando el técnico Frank Rijkaard le dio minutos en un encuentro ante el Athletic Club en San Mamés.
En 2007, tras una cesión en el Girona F. C., se desvincula del F. C. Barcelona y ficha por la U. D. Las Palmas, club de la segunda división española. Sin mucha participación, al año siguiente es cedido al Gavá.
Finalmente, en el verano de 2009, rescinde el contrato y se queda sin equipo hasta el mercado invernal en el que ficha por el C. F. Badalona, club catalán de la Segunda División B. Al terminar la temporada fichó por el recién ascendido L'Hospitalet.
Tras dos temporadas abandonó el club para pasar al U. E. Llagostera también en Segunda B. En 2014 consiguió el ascenso a la Segunda División de España con dicho club. En 2016, tras cuatro temporadas deja la Llagostera y firma contrato por un equipo de la Superliga de India, el F. C. Pune City.
Seis meses más tarde abandona la aventura india para retornar al U. E. Llagostera.

## Clubes
| Club                       | País   | Año                |
| -------------------------- | ------ | ------------------ |
| F. C. Barcelona "C"        | España | 2004-2005          |
| F. C. Barcelona "B"        | España | 2005-2006          |
| Girona F. C.               | España | 2006-2007 (cesión) |
| U. D. Las Palmas           | España | 2007-2008          |
| C. F. Gavà                 | España | 2008 (cesión)      |
| U. D. Las Palmas           | España | 2009               |
| C. F. Badalona             | España | 2009-2010          |
| C. E. L'Hospitalet         | España | 2010-2012          |
| U. E. Llagostera           | España | 2012-2016          |
| Football Club of Pune City | India  | 2016               |
| U. E. Llagostera           | España | 2017-              |